# Восьмикласники не плачуть
«Восьмикласники не плачуть» (нід. Achtste groepers huilen niet) — книга Жака Врінса. Вперше опублікована в 1999 році. Історія заснована на реальних подіях і розповідає про дівчинку в останньому восьмому класі початкової школи, яка захворіла на лейкемію і зрештою померла.

## Сюжет
У нідерландській початковій школі готуються до святкування 25–річчя свого існування, плануючи провести футбольний турнір. Учні 8 класу, використовуючи обідню перерву, обговорюють свої футбольні навички. Аккі, дівчина з вражаючою витривалістю та енергією, яка обожнює футбол, вступає в конфлікт з хуліганом Джоепом.
Одного дня, коли учні грають у футбол під час обідньої перерви, Джоеп переходить межу і завдає болю Елізі, найкращій подрузі Аккі. Аккі, бажаючи захистити подругу, влаштовує бійку з Джоепом після школи. Їхній конфлікт швидко припиняється, коли про це дізнається їх вчителька, панна Інна. Аккі повертається додому з кров’ю, що тече з носа. Пізніше, ввечері, під час виконання домашнього завдання, її ніс знову починає кровоточити. Її мама, занепокоєна станом доньки, веде її до лікаря. Аналіз крові показує, що у Аккі лейкемія.
Аккі здивована, бо вона вважала, що ця хвороба трапляється лише у дорослих. Лікар пояснює Аккі, як працює кров, і що, на жаль, ця хвороба може вражати і дітей. Він обіцяє зробити все можливе, щоб допомогти Аккі. Тому дівчинці доведеться провести деякий час у лікарні. Панна Інна розповідає учням про серйозну хворобу Аккі, і однокласники дівчинки занепокоєні та переживають за неї. Вчителька вирішує відмінити урок, щоб учні могли намалювати малюнки і написати листи на підтримку Аккі.
Попри все, Аккі залишається життєрадісною та оптимістичною. Друзі Аккі відвідують її в лікарні. Через кілька тижнів Аккі повертається додому, але їй заборонено брати участь у футбольному турнірі. Коли Аккі повернулася до школи, її тепло зустрічають, а також організовують конкурс моди. Учні надягають «ковпачки» ― імпровізовані головні убори на підтримку Аккі, бо внаслідок лікування у неї випало волосся.
Через деякий час клас вирушає на екскурсію до коледжу Тео Тайсена. Потім Аккі знову потрапляє в лікарню, а її найкраща подруга Еліз доглядає за Карелом, котом Аккі. Пізніше Еліз вирішує зробити сюрприз для Аккі. Вона домовляється з Лоренсом та Браметьє, що вони принесуть кота Аккі в лікарню.
Пізніше клас їде в шкільний табір, і Аккі дозволено відвідувати його, хоча її здоров’я все ще погане. В шкільному таборі, граючись у хованки, Аккі залізла на високе дерево. Через деякий час, вночі, Аккі вийшла зі своєї кімнати до дорослих, які подумали, що сталось щось погане, але насправді, вона хвилювалася за свою подругу Еліз, яка плакала, бо хотіла додому. 
Після табору стан Аккі погіршується; в мозку є метастази. Лікарі вже нічого не можуть зробити для Аккі, і через деякий час вона помирає в лікарні. Однокласники Аккі зараз настільки спустошені, що деякі з них не можуть стримати сліз, хоча учні 8–го класу не повинні плакати. Клас ставить мюзикл до 25–річчя школи, наприкінці якого згадують Аккі, кричучи «За Аккі!».

## Основа книги
Жак Врінс заснував історію на особистому досвіді свого часу, коли він був учителем. У 1980–1990–х, коли нідерландський дитячий письменник Жак Врінс працював вчителем, а потім директором початкової школи у селі Бакель, провінції Північний Брабант Нідерландів, у 8 класі вчилася 12–ти річна дівчинка на ім'я Анке (Анке Гьорц), з якою сталася ця історія. Пізніше, однокласниця Анке в жарт запропонувала Жаку написати про Анке книгу, і сама дівчинка цього хотіла. Цю ідею підтримала мама Анке, вона довго вмовляла письменника написати твір, той довго вагався, але все–таки вирішив написати твір. Під час написання книги автор час від часу «кидав» її писати, але потім продовжував. Він замінив ім'я людей на вигадані та «увів» вчительку Інну, замість вчителя, щоб «відірватися» від історії.
Через довгих 8 років книга побачила світ. Першою прочитала мама Анке і їй одразу сподобався твір, батько не захотів цього робити, але вони одразу впізнали у героїні свою доньку, навіть з чимось вигаданим.
Книга офіційно перекладена з нідерландської на німецьку, латиську, данську, італійську та норвезьку мови. На жаль, українською мовою твір офіційно не перекладено.
У квітні 2012 року вийшов епізод «Маленький капітан Бакель», нідерландської телевізійної передачі «Воз'єднання», в котрій учні через десятки років зустрічаються зі своїм вчителем. В цьому епізоді показали зустріч вчителя та дитячого письменника Жака Врінса зі своїми учнями через 30 років. Крім того, зустріч була присвячена пам'яті Анке. У передачі показали будинок Анке та її батьків, а також розказали справжню історію Анке.

## Критика та сприйняття
Найбільша газета Норвегії «Bergens Tidende» дала книзі позитивну оцінку.
На нідерландському сайті «Scholieren» книга має позитивні відгуки.
На нідерландському книжковому сайті «Hebban» книга має рейтинг 4,38 із 5, на основі 764 відгуків і 36 рецензій.
У Нідерландах книга стала бестселером і продається великими тиражами.
У 2000 році книга отримала премію Нідерландського дитячого журі.
У 2023 році книга була номінована на звання «Краща книга 2023» від жіночого нідерландського журналу «Tina», на 17 місці.

## Адаптації
У 2011—2012 роках відбулася театральна вистава на основі твору. Також була екранізація Денніса Ботса 2012 року, яка виграла того року «Золоте теля», у цій екранізації головну роль зіграла нідерландська акторка Ханна Оббек. У 2014 році за книгою також був знятий норвезький ремейк фільму 2012 року під назвою «Круті діти не плачуть». В 2024 році в Бразилії вийшов ремейк режисерки Вівіанни Джунді «Meninas Não Choram» («Дівчата не плачуть»).